# Federación de Fútbol de Kosovo
La Federación de Fútbol de Kosovo, (Federata e Futbollit e Kosovës) es la institución reguladora y organizadora de los torneos y competiciones de fútbol en Kosovo. Fue fundada en 1946 como una rama de la Asociación de Fútbol de Yugoslavia y se encuentra afiliada a la FIFA y a la UEFA desde el año 2016.
Tiene su sede en la ciudad de Pristina. El uniforme de su selección es camisa azul con pantalones blancos y medias azules mientras que su segundo uniforme es camisa blanca, pantalón azul y medias blancas.

## Historia
En febrero de 2008, Sabri Hashani fue sustituido por Fadil Vokrri.
El 24 de octubre de 2008, la FIFA, a través de su comité ejecutivo estableció que la solicitud de afiliación de la Federación de Fútbol de Kosovo es aceptada debido al artículo 10 de los estatutos de la entidad. Por lo tanto la Selección de Kosovo solo puede jugar partidos amistosos.
En septiembre de 2012, el internacional albanés Lorik Cana, junto con los internacionales suizos Xherdan Shaqiri, Granit Xhaka y Valon Behrami (todos ellos de origen albanokosovar) escribieron una declaración al entonces presidente de la FIFA, Sepp Blatter, pidiéndole que permitiera a la selección de Kosovo jugar partidos amistosos.
La declaración también fue firmada por otros 5 futbolistas albaneses. Esto se produjo como consecuencia de la decisión de la FIFA de no permitir a la selección de Kosovo jugar partidos amistosos contra otras selecciones nacionales. En una reunión celebrada en mayo de 2012, la FIFA decidió permitir la disputa de partidos amistosos, decisión que posteriormente revocó tras una enérgica protesta emitida por la Asociación de Fútbol de Serbia. Estaba previsto celebrar una nueva reunión en la FIFA los días 27 y 28 de septiembre de ese mismo año en la que estaba previsto volver a debatir la cuestión de Kosovo, que luego se pospuso hasta diciembre.
En febrero de 2013, la FIFA anunció que permitiría a Kosovo jugar contra otras naciones en competiciones no oficiales a nivel juvenil y amateur, a nivel internacional femenino y a nivel de clubes, siempre que no mostraran símbolos nacionales, como una bandera nacional, ni tocaran el himno nacional kosovar. Si la FFK deseaba que Kosovo jugara un partido dentro de la región de Kosovo, necesitaba el permiso de la Asociación de Fútbol de Serbia. La primera competición en la que participó una selección kosovar fue la Copa Juvenil de Valais, en la que participó la selección sub-21 de Kosovo, que perdió en los penaltis tras un 2-2 con Ghana y cayó por 8-0 ante Egipto en el partido por el tercer puesto.
Las Asociaciones de Fútbol de Serbia y Kosovo se reunieron con la FIFA el 10 de enero de 2014 para discutir si Kosovo debería ser autorizado a jugar amistosos contra otras asociaciones miembro de la FIFA a nivel internacional completo. El 13 de enero de 2014, la FIFA emitió una declaración pública en la que afirmaba que se permitiría a Kosovo jugar amistosos internacionales contra miembros de pleno derecho de la FIFA. La FIFA mantenía que la selección kosovar no debía mostrar ni contener símbolos nacionales ni debía sonar un himno nacional kosovar. La FIFA también exigió que actuara como intermediario entre Serbia y Kosovo, y que Kosovo tuviera que avisar con 21 días de antelación si quería organizar un partido.
El día 3 de mayo de 2016 la Federación Kosovar de fútbol logra ser miembro de la UEFA por lo que ahora ya podrá disputar competiciones europeas y el día 13 de mayo en el congreso de la FIFA es admitido en ese organismo.